# Mas Tarrés
Mas Roig o Mas Tarrés és una masia del veïnat de la Salvetat al municipi de Jafre (Baix Empordà) al costat de la capella de Sant Antoni la qual, ara sense culte, és utilitzada de magatzem d'eines i productes agrícoles i es troba en lamentable estat d'abandonament. El nom de Mas Tarrés és el més emprat popularment avui per designar la masia; segons persones habitants al mateix indret, és molt més modern que el de Mas Roig.
Aquest mas, catalogat a l'Inventari del Patrimoni Arquitectònic de Catalunya, té dues plantes amb teulada de doble i pendents sobre les façanes de més llargada. És notable la façana encarada a migdia amb portalada d'arc de mig punt i grans dovelles i carreus als muntants i sobre d'ella un finestral rectangular decorat amb motllures a la llinda, muntants i ampit sobresortint; petit voladís al cim. Al pis hi ha també una petita finestra gòtica d'arquet lobulat. El ràfec de la teulada presenta filades alternades de teula i rajola. La façana, reforçada amb talús, és remolinada; s'hi ha practicat algunes obertures tardanament. A l'interior hi ha voltes de pedra morterada a la planta baixa i embigats i voltes de llunetes al pis on destaca la sala principal i algunes alcoves. La construcció és de pedres sense treballar amb carreus angulars; les obertures principals són emmarcades amb pedra calcària.